# St.-Georg-Hospital (Neuruppin)

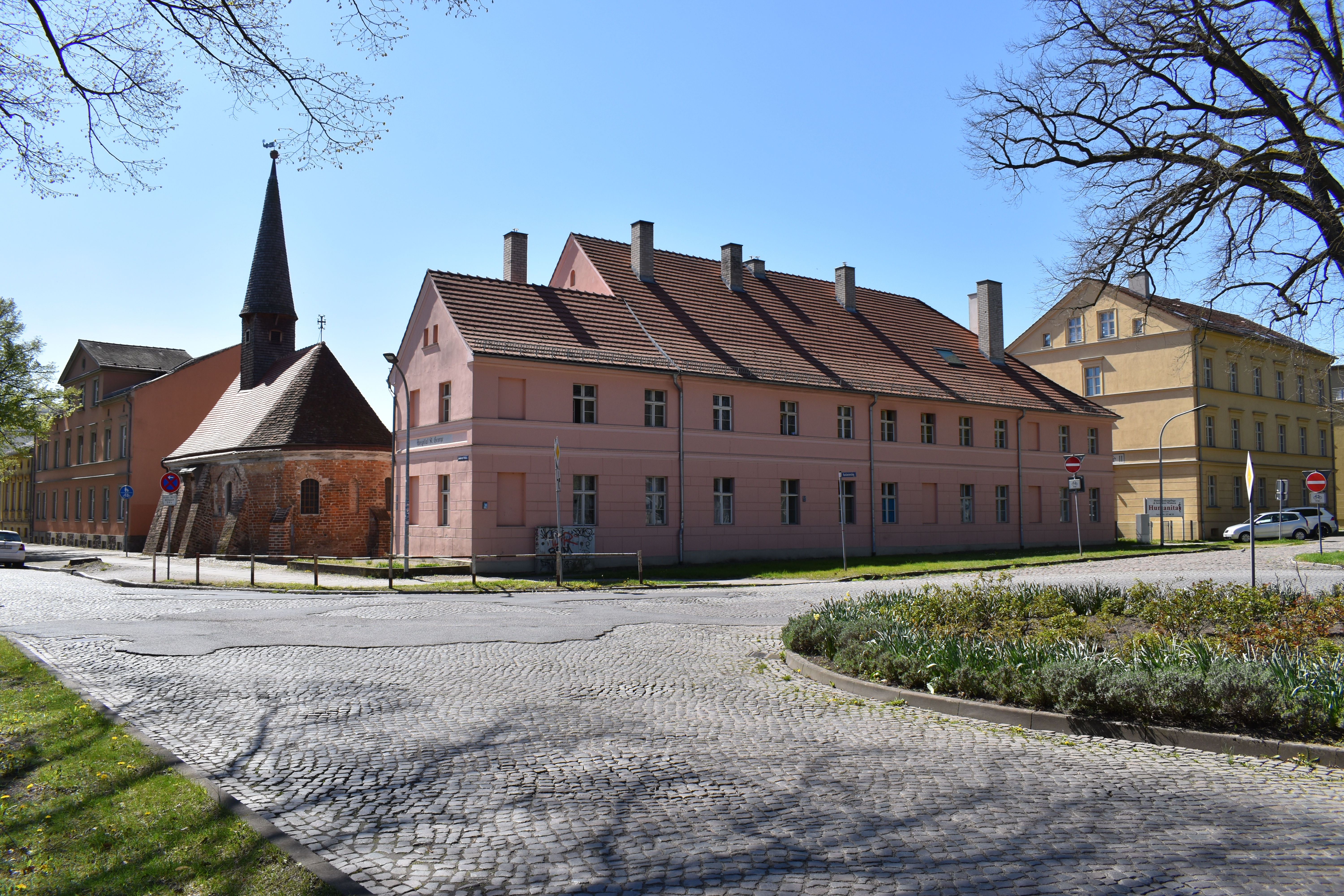
Hospitalkomplex, v.l.: Stift I, Hospitalkapelle, Hospital, Stift II

Das denkmalgeschützte Hospital „St. Georg“ in Neuruppin besteht aus der Hospitalkapelle, dem alten Hospitalgebäude, dem Stift I, dem Stift II, dem Altersheim und dem Hospitalhof.
Es ist erst 1478 erstbezeugt, bestand aber wahrscheinlich schon mit Anfang der Kapelle vor 1362. Ursprünglich diente es der Krankenpflege. Es wurde außerhalb der Stadtmauern vor dem Altruppiner Tor erbaut, um Aussätzige zu versorgen.
Bis ins 19. Jahrhundert bestand es nur aus dem Hospital, der Hospitalkapelle und dem Hospitalfriedhof.
„Das Georgshospital dokumentiert mehrere Jahrhunderte städtischer Armen- und Krankenfürsorge. Seit dem Mittelalter prägen seine Bauten den nördlichen Stadteingang Neuruppins.“
Das Stift I und II wurde erst Ende des 19. Jahrhunderts erbaut. „Nach dem Statut von 1877 nahm es bedürftige Witwen und Familien auf.“ Das Altersheim wurde im 20. Jahrhundert hinzugefügt.
1940 war es die Hospital-Stiftung St. Georg, in der im genannten Jahr auch die städtische Stiftung Siechenhaus aufging.
Im 21. Jahrhundert (wahrscheinlich nach 1990) wurden zwei weitere Gebäude erbaut, die nicht denkmalgeschützt sind.

## Kapelle

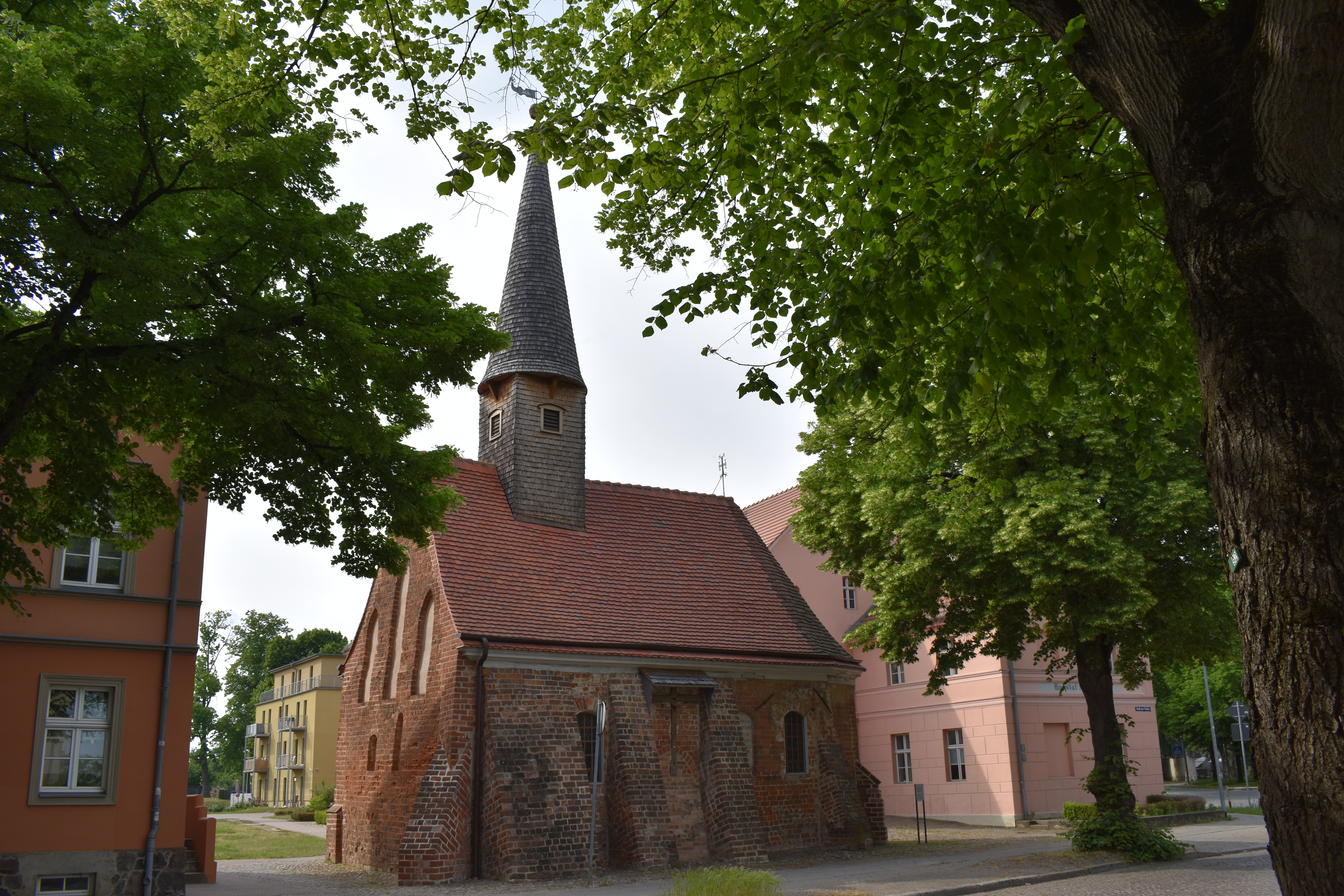
St.-Georg-Kapelle Südseite

Die Kapelle „St. Georg“ ist eine in der ersten Hälfte des 14. Jahrhunderts außerhalb der Stadtmauern Neuruppins errichtete Hospitalkapelle. Der kleine einschiffige Backsteinbau, dessen Ursprungskonstruktion nach 1450 durch eine Fachwerkkonstruktion ersetzt wurde, erhielt infolge wiederholter Ausbesserungen und insbesondere der Reparatur und Ummauerung im Jahr 1818 sein heutiges Aussehen.
Der Kirchenbau ist eine der ehemals vier städtischen Hospitalkapellen, „St. Spiritus“ (1321 ersterwähnt), „St. Georg“ (1362 ersterwähnt), „St. Gertraud“ (1433) und „St. Lazarus“ (1490), von denen lediglich „St. Lazarus“ ebenfalls noch bis heute überdauert hat.
„Die Kapelle ist als eines der wenigen erhaltenen mittelalterlichen Gebäude ein wertvolles Zeugnis für die Baugeschichte der Stadt.“

### Geschichte
Die Ersterwähnung der Kapelle stammt aus dem Jahr 1362. Das dazugehörige Hospital ist erst für 1478 erstbezeugt, bestand aber wahrscheinlich schon mit Anfang der Kapelle. Ursprünglich handelte es sich wahrscheinlich um einen Backsteinbau, der in der 2. Hälfte des 15. Jahrhunderts durch spätgotisches Fachwerk (Ausfachung gebrannte Ziegel) ersetzt wurde. Das Feldsteinfundament ist zum Teil erhalten. Aus der Zeit des Umbaus stammt auch der Dachreiter mit Glocke. In der Barockzeit wurde die verputzte Außenfassade hell angestrichen und innen eine Decke eingezogen sowie ein Kanzelaltar errichtet. 

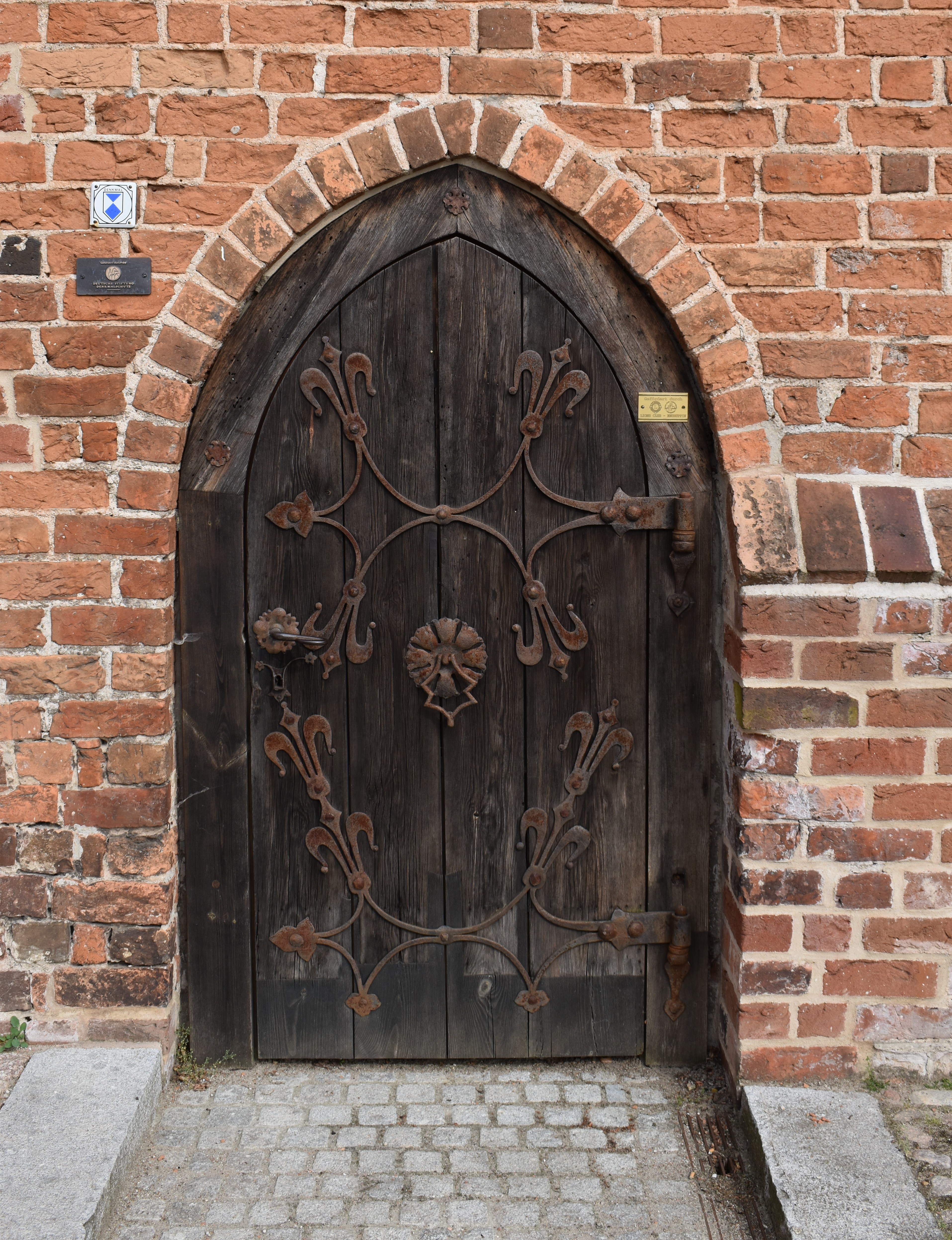
Eingangstür der Kapelle auf der Nordseite (zum Hospitalfriedhof)

Wegen Schäden am Gebäude wurden 1818 außen sieben und innen zwei Strebepfeiler errichtet sowie das Fachwerk unterfangen und verblendet. Unter Stadtbaumeister Vogt wurden 1915/16 Rekonstruktionen vorgenommen, wie die Instandsetzung des Flügelaltars durch den Bildhauer Kähler und die Ausmalung des Innenraums durch den Kunstmaler Wilhelm Richter-Rheinsberg.
Bis Anfang des 20. Jh. wurde in der Kapelle im Juni das jährliche Rosenfest gefeiert.
2018/19 wurde die Kapelle das letzte Mal restauriert, wobei einige Teile lediglich gesichert wurden, sodass sie in Zukunft restauriert werden könnten. Der 2007 gegründete Stiftungsverein wurde 2021 aufgelöst. Die Kapelle gehört jetzt (2023) der stadteigenen Neuruppiner Wohnungsbaugesellschaft (NWG), nachdem die Stadt Neuruppin jene vom aufgelösten Stiftungsverein übernommen hatte und an die Gesellschaft weitergab.

### Beschreibung
Es handelt sich um einen kleinen einschiffigen Backsteinbau mit teilweise erhaltenem Fachwerk im Kern. Die Kapelle hat einen fünfseitigen Ostschluss und blendbogengegliederten Westgiebel. Sie besitzt ein steiles Satteldach mit Dachreiter, welches abgewalmt ist. Am Westgiebel befinden sich drei spitzbogige Putzblenden aus dem 14. Jahrhundert. Die sechs Stichbogenfenster sind dagegen barock.
Die metallbeschlagene Eingangstür wurde nach alten Zeichnungen für die Arbeiten an der Kapelle 1915/16 neu hergestellt. Stilistisch ist sie dem barocken Vorgänger nachempfunden.
An der Südseite ist außen ein Kruzifix angebracht – an der Stelle stand ein Zitat aus Jesaja 53,4: „Führwahr er trug unsere Krankheit und lud auf sich unsere Schmerzen“. Zur sicheren Erhaltung befindet sich die Christusfigur heute im Neuruppiner Heimatmuseum. Rechts daneben befindet sich in einer Rundbogennische Inschriftreste von Tobias 4 V. 8 „Wo du kannst, da hilf den Bedürftigen.“ und Vermächtnis 9 „Hast du viel, so gieb reichlich; hast du wenig, so gieb doch das Wenige mit treuem Herzen.“ als Aufforderung zum Geben von Almosen.

### Ausstattung
Zur Ausstattung gehören die Glocke (wahrscheinlich 14. oder 15. Jhd.), ein Flügelaltar, ein Kruzifix (aus dem 16. Jhd.), zwei zinnerne Leuchter (1684) als auch eine Bibel aus dem Jahr 1725. Bis auf die Glocke befinden sich diese derzeit im Heimatmuseum Neuruppin. Ein Kronleuchter aus Messing stammt aus dem 18. Jahrhundert. Auf zwei Holzsäulen stützt sich die Westempore (Inschrift 1732) mit Orgelprospekt. Der dreiseitige barocke Kanzelaltar ist mit geschnitztem Rankenwerk geschmückt. Die Orgel wurde 1916 geweiht. Sie stammt vom Neuruppiner Orgelmacher Hoffmann. Sie wird derzeit restauriert.
Der Flügelaltar stellt ein Konglomerat verschiedener Figuren und Zeitepochen dar, der in der zweiten Hälfte des 19. Jahrhunderts zum heutigen Zustand zusammengefügt wurde. Im Zentrum zeigt die Gruppe eine geschnitzte Marienkrönung aus dem zweiten Viertel des 14. Jahrhunderts. Der oben aufgesetzte Schrein datiert in die zweite Hälfte des 19. Jahrhunderts. Dessen Kreuzigungsgruppe stammt zum Teil aus dem dritten Viertel des 13. Jahrhunderts (Kruzifix) und dem Ende des 14. Jahrhunderts (Maria und Johannes). Die Flügel mit gemalten Evangelisten (Matthäus und Markus) und Aufsatz sind spätrenaissancezeitlich (Ende 16. Jhd.).

## Hospitalgebäude
Das Gebäude wurde 1478 erstmals erwähnt. Auf der ehem. Wetterfahne ist die Jahreszahl 1738 zu lesen. Das alte Hospitalgebäudes (Nr. 9) ist ein langgestreckter Bau, der aus zwei parallelen Teilen mit Satteldächern und einem hofseitigen Anbau mit Walmdach besteht. Die einzelnen Baukörper durch umlaufende Gesimse und Ritzquaderungen gestalterisch zusammengefasst worden. Das Gebäude ist im Kern teilweise ein Fachwerkbau, überwiegend jedoch verputztes Mauerwerk.
Ab 1860 erfolgte ein Hospitalausbau, wobei das alte Hospitalgebäude umgebaut und erweitert wurde.

## Hospitalhof - Hospitalfriedhof
Auf dem Hospitalhof, welcher z. T. der ehemalige Hospitalfriedhof (Rasenfläche) ist, befindet sich ein Altbaumbestand aus Ahorne, Birken und Trauerweiden.

## Stift
Die zwei Stiftsgebäude sind massive Putzbauten in der Art historistischer Mietwohnhäuser.
1874 wurde Stift I und 1890/91 Stift II erbaut. 1910 wurde Stift I nach links erweitert.

## Altersheim
Das dreigeschossiges Altersheim wurde erst 1936/37 errichtet. An dessen Rückfassade befindet sich ein Relief mit Frauenfigur.

## Galerie

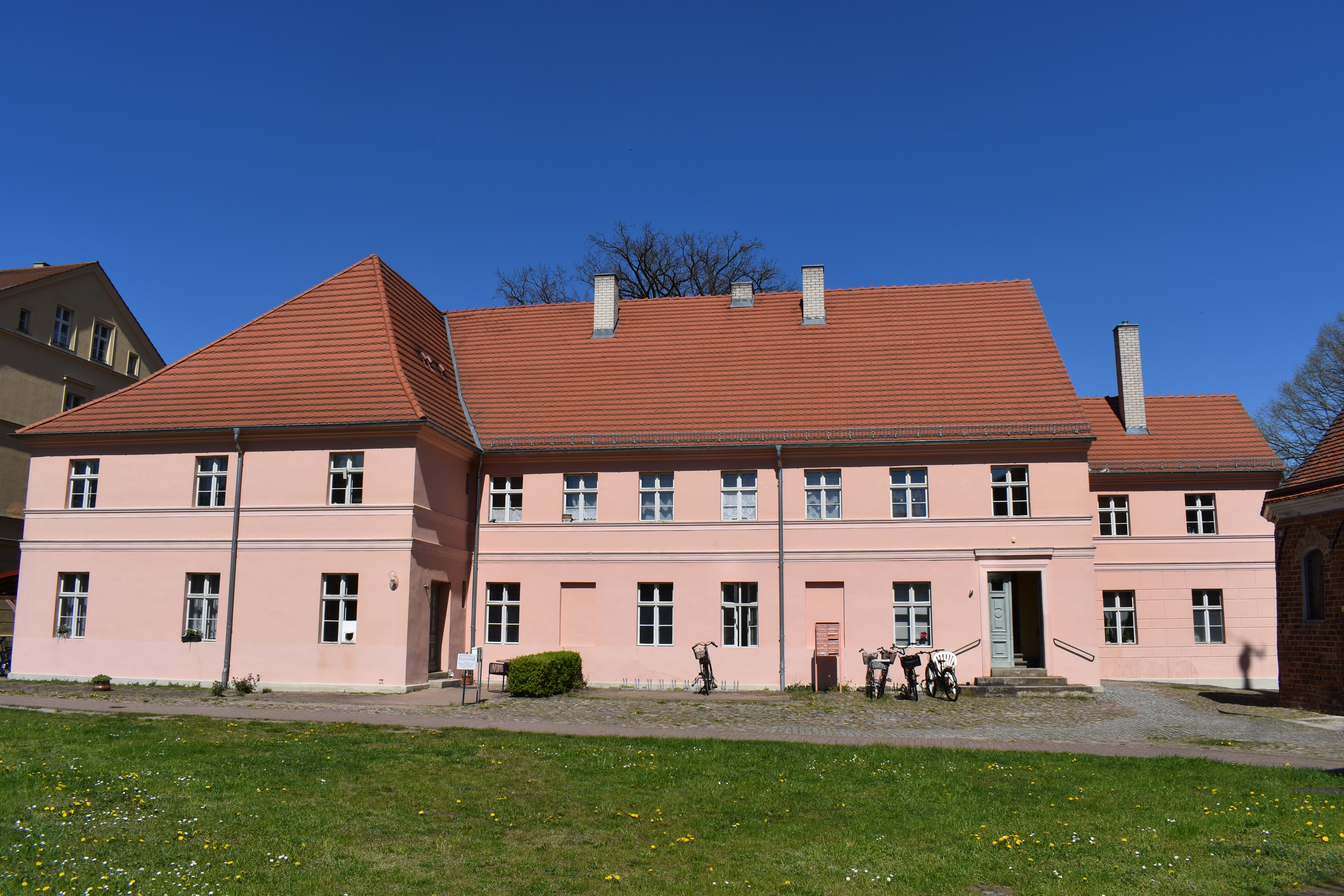
Hospitalgebäude, Hofseite
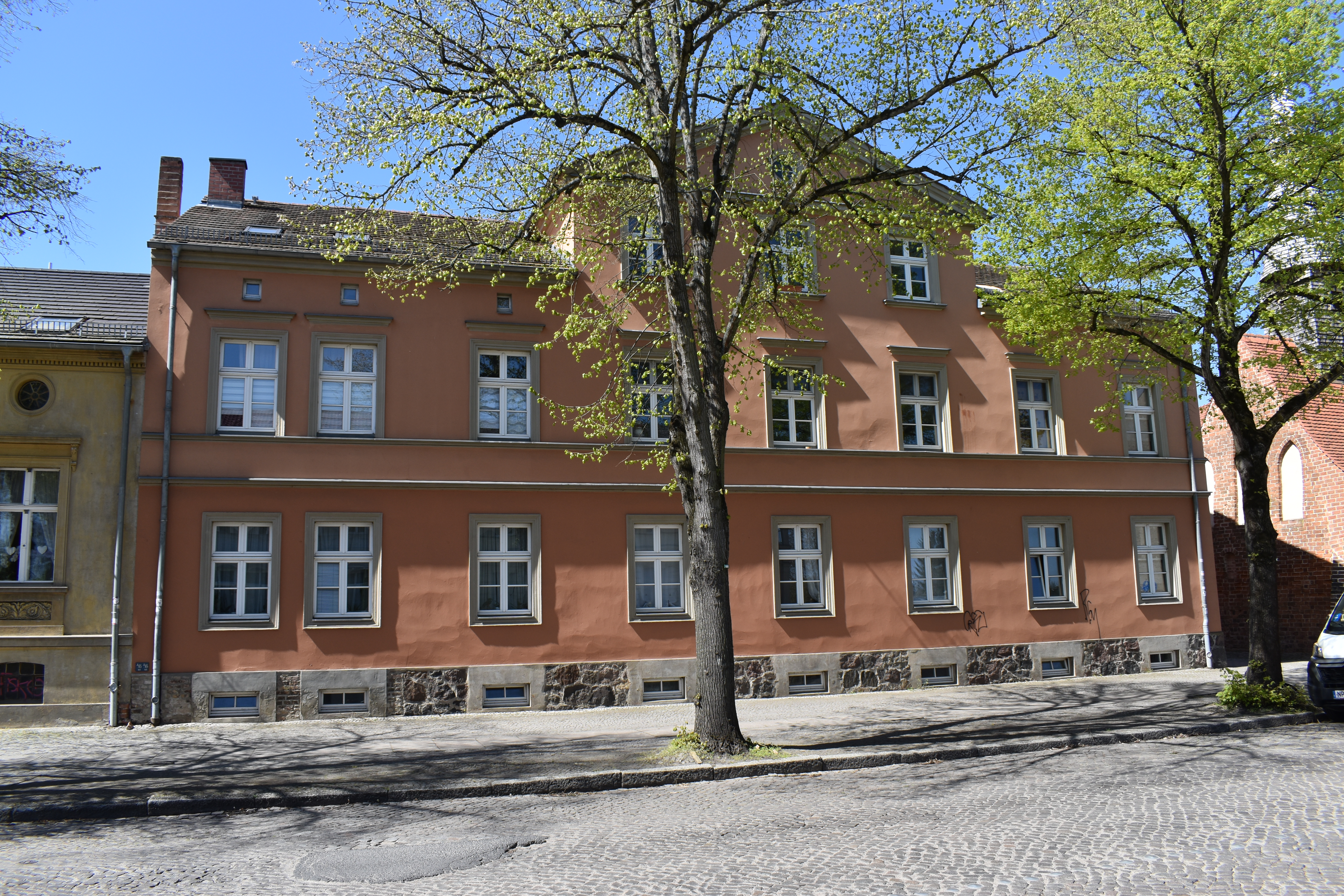
Stift I, Straßenseite
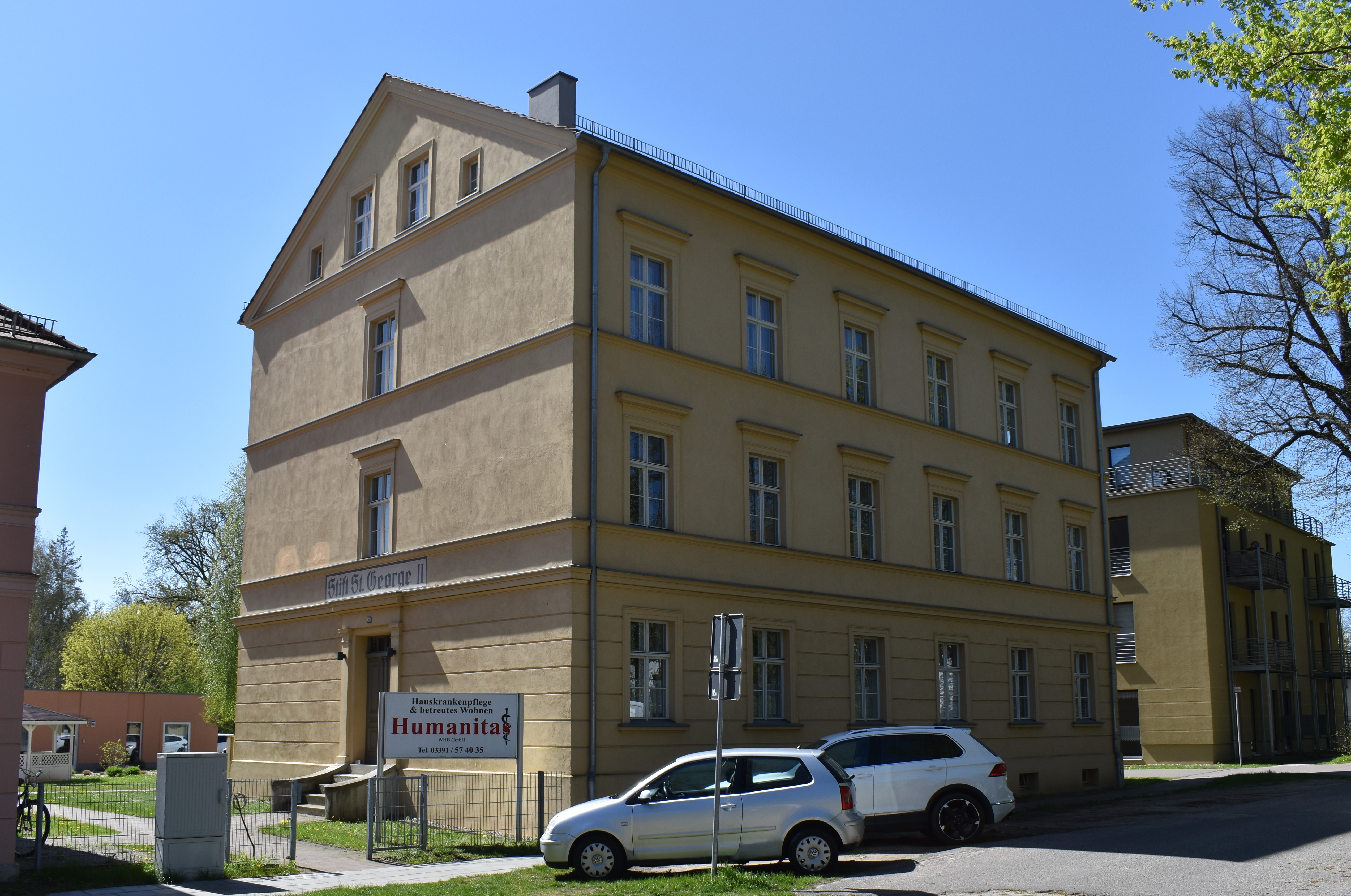
Stift II, Straßenseite
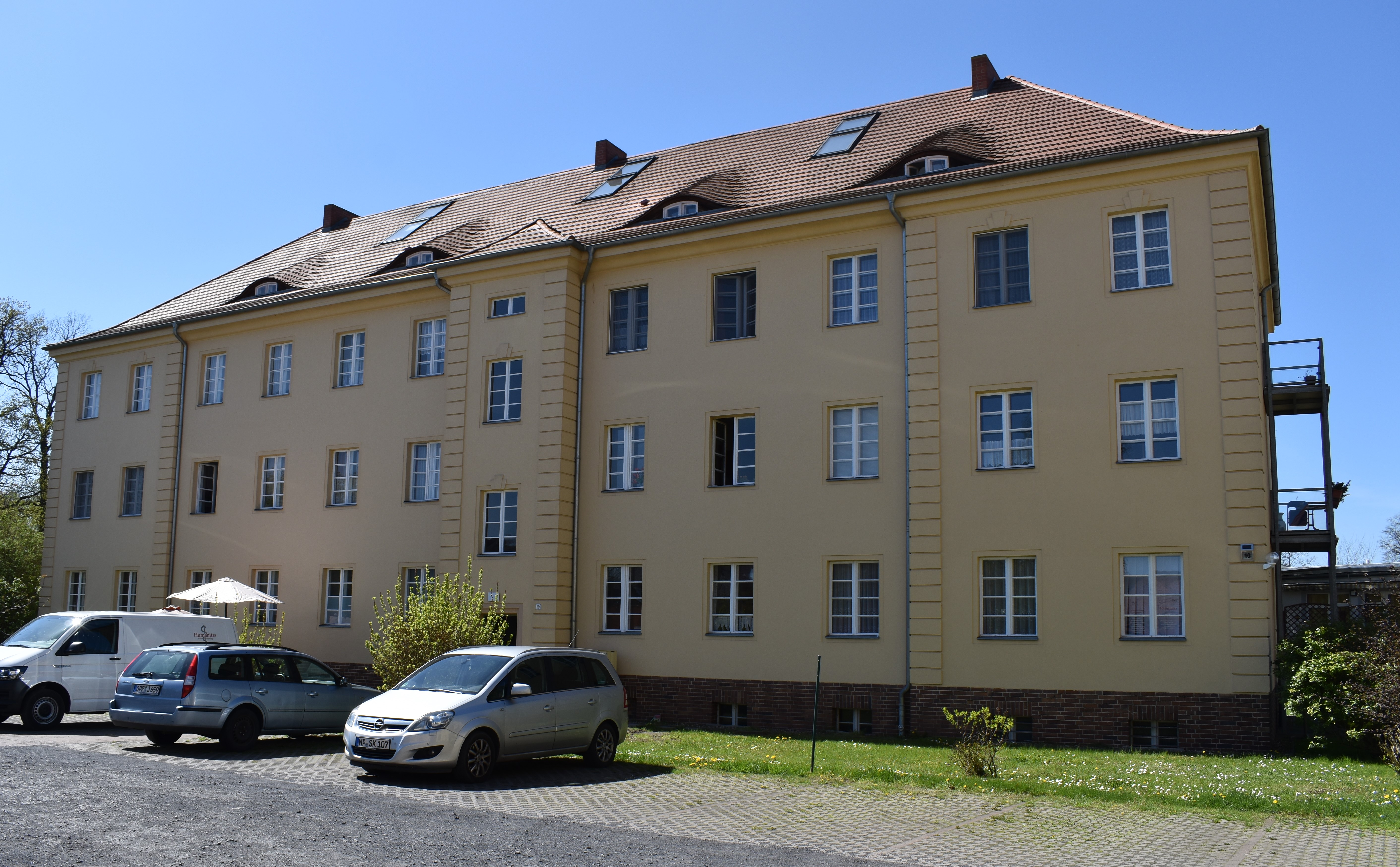
Altersheim, Hofseite
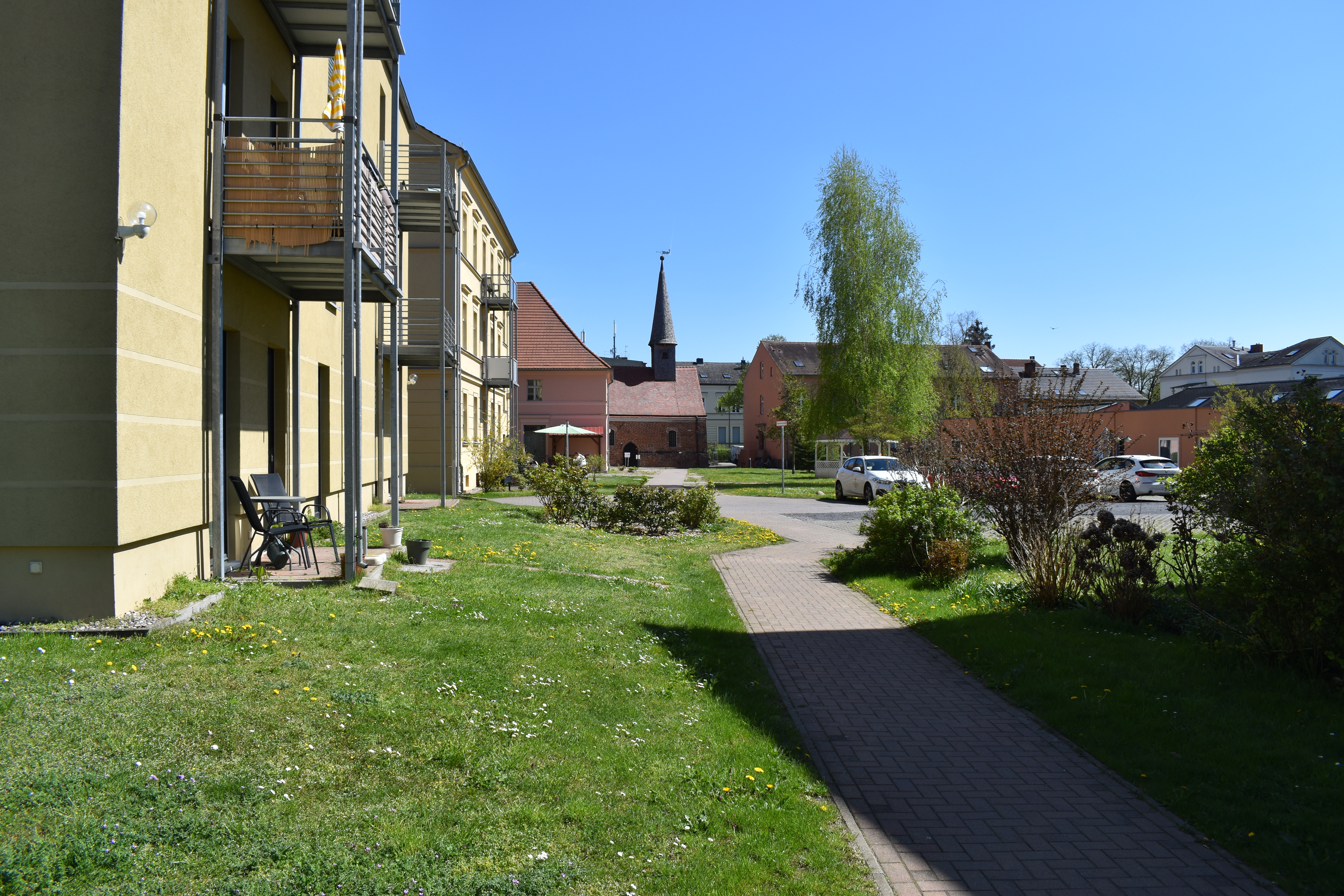
Hofblick von Nordseite Altersheim
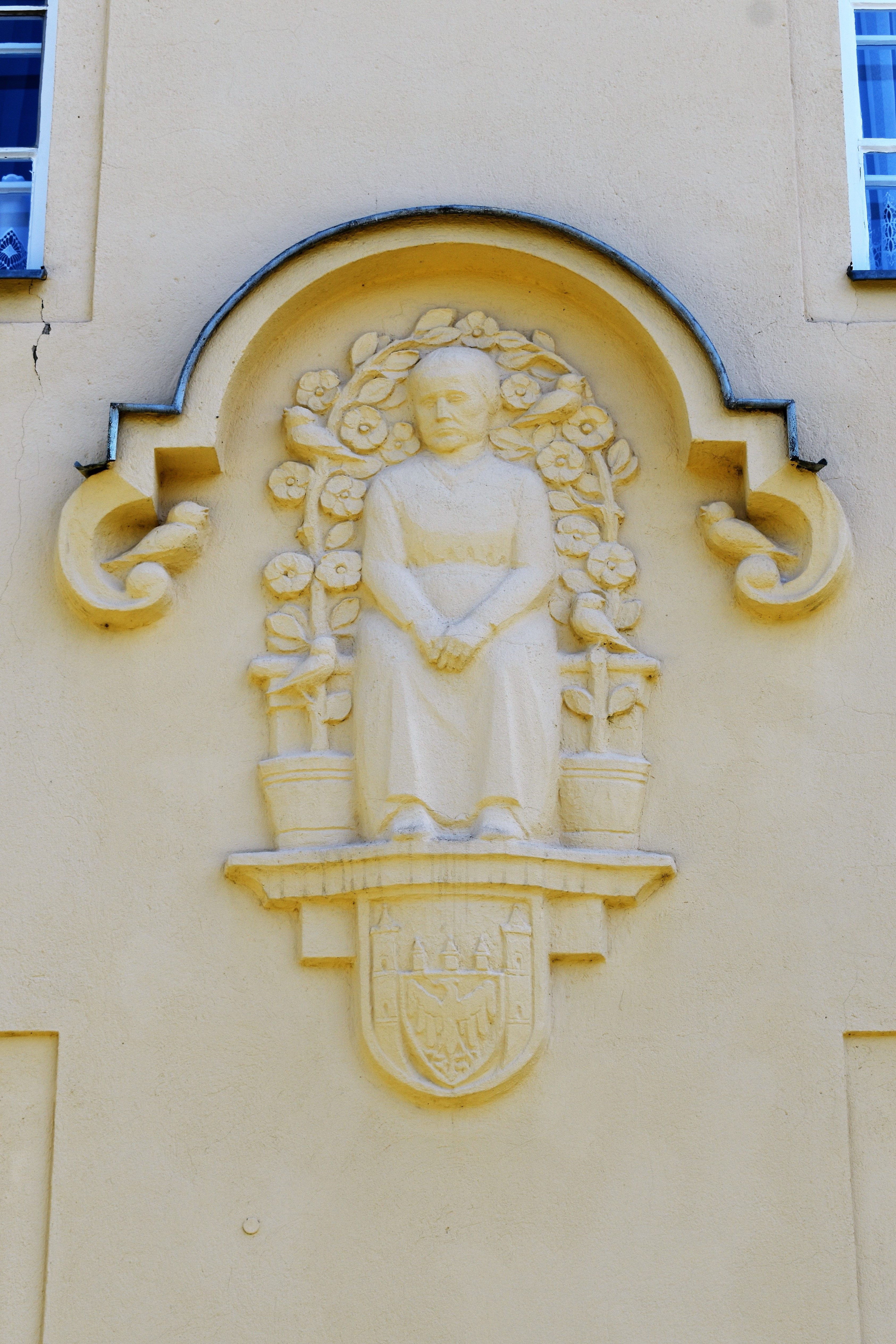
Frauenrelief Rückseite Altersheim